# Сайпресс-Лейк (Флорида)
Сайпресс-Лейк (англ. Cypress Lake) — переписна місцевість (CDP) в США, в окрузі Лі штату Флорида. Населення — 13 727 осіб (2020).

## Географія
Сайпресс-Лейк розташований за координатами 26°32′21″ пн. ш. 81°53′58″ зх. д. / 26.53917° пн. ш. 81.89944° зх. д. (26.539284, -81.899392).  За даними Бюро перепису населення США в 2010 році переписна місцевість мала площу 10,44 км², з яких 10,00 км² — суходіл та 0,44 км² — водойми.

## Демографія
Згідно з переписом 2010 року, у переписній місцевості мешкало 11 846 осіб у 6520 домогосподарствах у складі 3201 родини. Густота населення становила 1135 осіб/км².  Було 9019 помешкань (864/км²).
Расовий склад населення:
| - 93,9 % — білих - 2,2 % — чорних або афроамериканців - 0,8 % — азіатів - 0,2 % — корінних американців - 1,6 % — осіб інших рас |

До двох чи більше рас належало 1,2 %. Частка іспаномовних становила 8,2 % від усіх жителів.
За віковим діапазоном населення розподілялося таким чином: 10,5 % — особи молодші 18 років, 51,4 % — особи у віці 18—64 років, 38,1 % — особи у віці 65 років та старші. Медіана віку мешканця становила 57,6 року. На 100 осіб жіночої статі у переписній місцевості припадало 81,3 чоловіків;  на 100 жінок у віці від 18 років та старших — 78,8 чоловіків також старших 18 років.
Середній дохід на одне домашнє господарство  становив 59 793 долари США (медіана — 44 088), а середній дохід на одну сім'ю — 80 481 долар (медіана — 61 227). Медіана доходів становила 42 066 доларів для чоловіків та 36 122 долари для жінок. За межею бідності перебувало 11,6 % осіб, у тому числі 17,9 % дітей у віці до 18 років та 9,0 % осіб у віці 65 років та старших.
Цивільне працевлаштоване населення становило 4457 осіб. Основні галузі зайнятості: освіта, охорона здоров'я та соціальна допомога — 22,0 %, мистецтво, розваги та відпочинок — 18,1 %, роздрібна торгівля — 16,6 %.